# V. Eduárd angol király

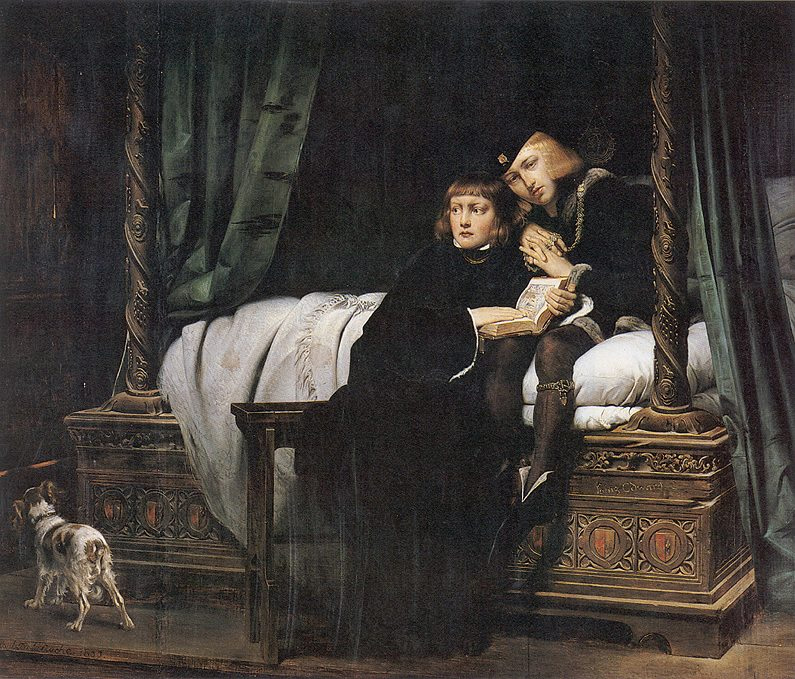
Paul Delaroche: V. Edward és a yorki herceg a Towerban

V. Eduárd angol király (Westminster-palota, 1470. november 4. – London, 1483. július 6.?) Anglia királya néhány hónapon át 1483-ban. Rejtélyes halála azóta is foglalkoztatja a történészeket és a közbeszédet.

## Élete
IV. Eduárd és Elizabeth Woodville elsőszülött fia. Kilenc testvére volt, két öccse (Richárd és György), három nővére (Erzsébet, Mária, Cecília) és négy húga (Margit, Anna, Katalin és Brigitta). Apja 1483-as halála után sosem koronázták meg a herceget. Nagybátyja, Richárd gloucesteri herceg lett Anglia régense, aki elérte a rendi gyűléstől, hogy utólag érvénytelenítsék IV. Eduárd házasságát, ezzel gyermekeit törvénytelenné nyilvánítva. Eduárdot 1483-ban testvérével, Richárd yorki herceggel együtt elfogatta, a Towerba záratta, és valószínűleg megölette, mielőtt ő maga lépett volna a trónra.
Az 1600-as években két gyermek maradványait találták meg a Tower közelében, akikről azt feltételezték, hogy V. Eduárd és Richárd herceg lehettek. A csontokat a westminster apátságban helyezték el egy urnában. A 21. században felmerült az újabb technológiai lehetőségek segítségével történő azonosítás kérdése, azonban ettől II. Erzsébet brit királynő elzárkózott. Utóda, III. Károly érdeklődést mutathat a történelmi rejtélyek iránt, de hivatalos nyilatkozat vagy engedély kiadása nem történt meg (2024).